# 櫛目文土器時代
櫛目文土器時代（くしめもんどきじだい）または櫛文土器時代（せつもんどきじだい）とは、朝鮮の考古学的な時代区分で、紀元前8000年から1500年の頃に及ぶ。前期から中期にかけての土器に櫛の歯のようなもので模様がつけられたこと（櫛目文土器）から命名されている。 土器が作られ始めた時代で、朝鮮における新石器時代ともされるが、日本の縄文時代と同様、農業はまだ小規模で、狩猟や採集が中心であった。
櫛目文土器文化のあとには、大規模な農耕を伴う無文土器文化が広まる。

## 歴史

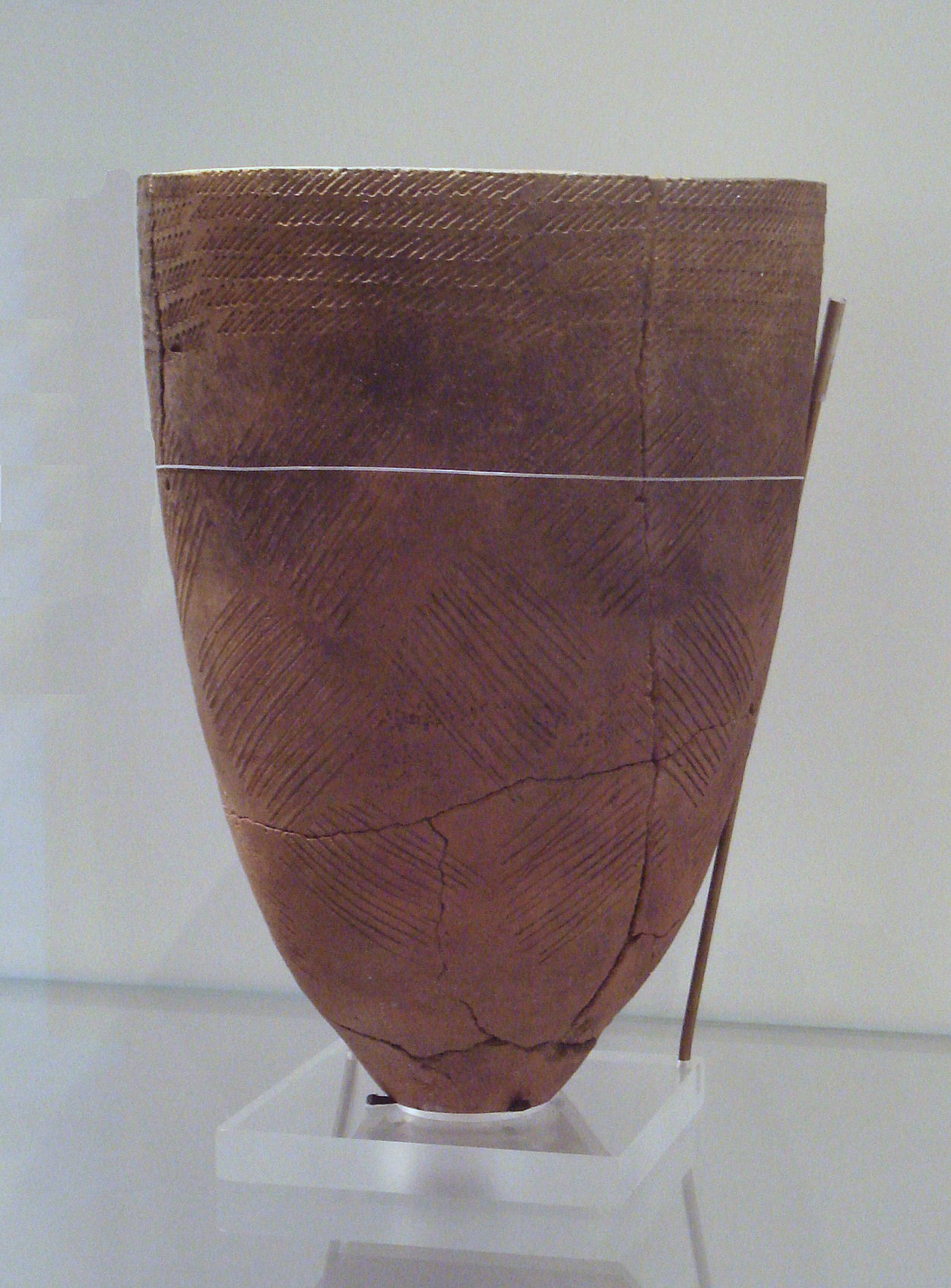
ソウル市岩寺洞遺跡出土の櫛文土器、紀元前4千年頃

普通、草創期・前期・中期・後期に分けられる。

### 草創期
草創期は紀元前8000年から6000年頃とされる。初期の土器としては南部から隆起文土器が発見されている。

### 前期
前期は紀元前6000年から3500年頃とされる。漁労や狩猟が行われ、竪穴建物で半定住的生活が行われた。後半期には大規模な貝塚が見られる。 
紀元前4000年頃に櫛目文土器が出現する。これはユーラシア北部一帯（フィンランド、ロシア、シベリア、中国東北部など）にみられる土器だが、最古のものは遼河文明から発見されており、当時の朝鮮半島の北側の遼東半島周辺はウラル系民族（ハプログループN (Y染色体)）が担う遼河文明圏にあったことが示唆される。朝鮮民族の基層はウラル系民族の可能性もある。朝鮮半島の南側一帯は、中国の『山海経』によれば紀元前2世紀の頃は「遼東半島辺りは燕国の領域で、衛氏朝鮮が平壌当たりに出来ており、それの南は全て倭である」とあり、倭系民族文明圏である事が判る。また、2世紀頃だと『魏志韓伝』に「三韓は大きさ方四千里（約260km四方）、馬韓は北は楽浪郡に南は倭に接す。辰韓は北は濊に南は弁韓に接す。弁韓は北は馬韓と辰韓に接し南は倭に接す」とあり、半島の南海岸一帯は倭の領域だった事が判っている。

### 中期
中期は紀元前3500年から2000年頃とされる。雑穀などの栽培が始まったと見られるが、中心は漁労や狩猟にあったと考えられる。

### 後期
後期は紀元前2000年から1500年頃とされる。内陸部の居住が増えて貝塚が少なくなり、農業への依存が進んだと考えられる。